# Мелковка
Мелковка — река в России, протекает по территории Юринского района Республики Марий Эл. Впадает в Чебоксарское водохранилище. До образования водохранилища устье реки находилось в 27 км по правому берегу реки Ветлуги. Длина реки 23 км, площадь водосборного бассейна — 83,4 км².

## Данные водного реестра
По данным государственного водного реестра России относится к Верхневолжскому бассейновому округу, водохозяйственный участок реки — Ветлуга от города Ветлуга и до устья, речной подбассейн реки — Волга от впадения Оки до Куйбышевского водохранилища (без бассейна Суры). Речной бассейн реки — (Верхняя) Волга до Куйбышевского водохранилища (без бассейна Оки).
Код объекта в государственном водном реестре — 08010400212110000043878.